# Campylopus joshii
Campylopus joshii là một loài rêu trong họ Dicranaceae. Loài này được Broth. ex Pichonet & Bardat mô tả khoa học đầu tiên năm 2011.